# 闭音节
英语单词的闭音节属于英语单词四个音节（开音节、闭音节、轻音节、弱音节）之一。
含有辅音結尾的音节（V代表元音，C代表辅音，闭音节的音节组成形式为VC、CVC、CVCC等）称为闭音节（closed syllable，亦称急煞音节，checked syllable），比如/kap/，/taid/。

## 英语语法中重读闭音节的作用[1]
1、动词的过去式的规则变化
英语中动词的形式，因语境中不同的时间而改变，在一般过去式中使用的是动词的过去式。若动词原形词尾为单个辅音字母（即闭音节），而且同时是重读的闭音节，把动词原形变成动词过去式，需将双写这个词尾的辅音字母再加-ed。
例如：原形stop，过去式 stopped。
2、形容词等级的规则变化
英语中形容词有三个等级的变化形式，若形容词词尾为单个辅音字母（即闭音节），而且同时是重读的闭音节，把原级变成比较级或最高级，需将双写这个词尾的辅音字母，再加-er和-est。
例如：原级big，比较级 bigger，最高级biggest。big是一个典型的“辅元辅”（CVC）闭音节。